# Аграно (Вербано-Кузио-Осола)
Аграно (итал. Agrano) је насеље у Италији у округу Вербано-Кузио-Осола, региону Пијемонт.
Према процени из 2011. у насељу је живело 682 становника. Насеље се налази на надморској висини од 463 м.